# Lista localităților din Germania - S
| Localitățile din Germania - ghid alfabetic A \| B \| C \| D \| E \| F \| G \| H \| I \| J \| K \| L \| M \| N \| O \| P \| Q \| R \| S \| T \| U \| V \| W \| X-Y \| Z Lista parțială a localităților din Germania - Ultima actualizare: 17.8.2007 |

Saal |
Saal a.d.Donau |
Saal an der Saale |
Saalburg-Ebersdorf |
Saaldorf-Surheim |
Saaleplatte |
Saalfeld/Saale |
Saalfelder Höhe |
Saalstadt |
Saara |
Saara |
Saarbrücken |
Saarburg |
Sachau |
Sachsen b.Ansbach |
Sachsenbrunn |
Sachsendorf |
Sachsenhagen |
Sachsenhausen |
Sachsenheim |
Sachsenkam |
Saerbeck |
Saffig |
Sagard |
Sahms |
Sailauf |
Salach |
Salching |
Saldenburg |
Salem |
Salem |
Salgen |
Sallgast |
Sallneck |
Salm |
Salmtal |
Salz |
Salz |
Salzbergen |
Salzburg |
Salzgitter |
Salzhausen |
Salzhemmendorf |
Salzkotten |
Salzmünde |
Salzwedel |
Salzweg |
Samerberg |
Samern |
Samtens |
Sand a. Main |
Sandau (Elbe) |
Sandauerholz |
Sandbeiendorf |
Sandberg |
Sandbostel |
Sande |
Sandersdorf |
Sandersleben (Anhalt) |
Sandesneben |
Sandhausen |
Sandstedt |
Sangerhausen |
Sanitz |
Sankelmark |
Sankt Alban |
Sankt Aldegund |
Sankt Andreasberg |
Sankt Annen |
Sankt Augustin |
Sankt Englmar |
Sankt Goar |
Sankt Goarshausen |
Sankt Johann |
Sankt Johann |
Sankt Julian |
Sankt Katharinen |
Sankt Katharinen (Landkreis Neuwied) |
Sankt Margarethen |
Sankt Martin |
Sankt Michaelisdonn |
Sankt Oswald-Riedlhütte |
Sankt Peter-Ording |
Sankt Sebastian |
Sankt Thomas |
Sankt Wolfgang |
Sanne |
Sanne-Kerkuhn |
Sargenroth |
Sargstedt |
Sarlhusen |
Sarmersbach |
Sarmstorf |
Sarnow |
Sarow |
Sarstedt |
Sarzbüttel |
Sasbach |
Sasbach am Kaiserstuhl |
Sasbachwalden |
Sassen |
Sassenberg |
Sassenburg |
Sassen-Trantow |
Sassnitz |
Saterland |
Satow |
Satrup |
Satteldorf |
Saubach |
Sauensiek |
Sauerlach |
Sauerthal |
Sauldorf |
Saulgrub |
Saulheim |
Saustrup |
Sauzin |
Saxler |
Sayda |
Schaafheim |
Schaalby |
Ströbeck |
Schacht-Audorf |
Schachtebich |
Schackendorf |
Schackensleben |
Schackenthal |
Schackstedt |
Schadeleben |
Schafflund |
Schafstädt |
Schafstedt |
Schäftlarn |
Schalkau |
Schalkenbach |
Schalkenmehren |
Schalkham |
Schalkholz |
Schalksmühle |
Schallbach |
Schallodenbach |
Schallstadt |
Schankweiler |
Schapen |
Schäplitz |
Schaprode |
Scharbeutz |
Scharfbillig |
Scharnebeck |
Scharnhorst |
Schashagen |
Schauen |
Schauenburg |
Schauenstein |
Schauerberg |
Schaufling |
Schauren |
Schauren |
Schechen |
Schechingen |
Scheden |
Scheer |
Scheeßel |
Schefflenz |
Scheggerott |
Scheibe-Alsbach |
Scheibenberg |
Scheibenhardt |
Scheid |
Scheidegg |
Scheiditz |
Scheidt |
Scheinfeld |
Scheitenkorb |
Schelklingen |
Schellbach |
Schelldorf |
Schellerten |
Schellhorn |
Schellweiler |
Schemmerhofen |
Schenefeld |
Schenefeld |
Schenkelberg |
Schenkenberg |
Schenkendöbern |
Schenkenhorst |
Schenkenzell |
Schenklengsfeld |
Schermbeck |
Schermcke |
Schermen |
Schernberg |
Schernebeck |
Schernfeld |
Schernikau |
Scherstetten |
Scheßlitz |
Scheuder |
Scheuerfeld |
Scheuern |
Scheuring |
Scheyern |
Schieder-Schwalenberg |
Schielo |
Schierau |
Schieren |
Schierensee |
Schierke |
Schierling |
Schiersfeld |
Schiesheim |
Schiffdorf |
Schifferstadt |
Schiffweiler |
Schilda |
Schildau |
Schillingen |
Schillingsfürst |
Schillingstedt |
Schillsdorf |
Schiltach |
Schiltberg |
Schimberg |
Schimm |
Schindhard |
Schinkel |
Schinne |
Schiphorst |
Schipkau |
Schirgiswalde |
Schirmitz |
Schirnding |
Schkeuditz |
Schkölen |
Schköna |
Schkopau |
Schkortleben |
Schladen |
Schladt |
Schlagenthin |
Schlagsdorf |
Schlaitdorf |
Schlaitz |
Schlammersdorf |
Schlangen |
Schlangenbad |
Schlat |
Schlaubetal |
Schleberoda |
Schleching |
Schlechtsart |
Schleesen |
Schlegel |
Schlehdorf |
Schleich |
Schleid |
Schleid |
Schleiden |
Schleife |
Schleifreisen |
Schleiz |
Schlemmin |
Schlepzig |
Schlesen |
Schleswig |
Schlettau |
Schleusegrund |
Schleusingen |
Schlichting |
Schlieben |
Schliengen |
Schlier |
Schlierbach |
Schlierschied |
Schliersee |
Schlitz |
Schlöben |
Schloen |
Schloß Holte-Stukenbrock |
Schloßböckelheim |
Schloßvippach |
Schlotfeld |
Schlotheim |
Schluchsee |
Schlüchtern |
Schlüsselfeld |
Schmalenberg |
Schmalensee |
Schmalfeld |
Schmalkalden |
Schmallenberg |
Schmalstede |
Schmalzerode |
Schmatzfeld |
Schmatzin |
Schmedeswurth |
Schmeheim |
Schmidgaden |
Schmidmühlen |
Schmidthachenbach |
Schmiechen |
Schmiedeberg |
Schmiedefeld |
Schmiedefeld am Rennsteig |
Schmiedehausen |
Schmieritz |
Schmilau |
Schmißberg |
Schmitshausen |
Schmitt |
Schmitten |
Schmittweiler |
Schmogrow-Fehrow |
Schmölln |
Schmölln-Putzkau |
Schmorda |
Schnabelwaid |
Schnackenburg |
Schnaitsee |
Schnaittach |
Schnaittenbach |
Schnakenbek |
Schnarup-Thumby |
Schneckenhausen |
Schneckenlohe |
Schneeberg |
Schneeberg |
Schnega |
Schneizlreuth |
Schnelldorf |
Schnellin |
Schneppenbach |
Schneverdingen |
Schnorbach |
Schnürpflingen |
Schochwitz |
Schoden |
Schöffengrund |
Schöfweg |
Scholen |
Schollbrunn |
Schollene |
Schöllkrippen |
Schöllnach |
Schömberg |
Schömberg |
Schömberg |
Schömerich |
Schonach im Schwarzwald |
Schönaich |
Schönau |
Schönau |
Schönau |
Schönau a.Königssee |
Schönau an der Brend |
Schönau im Schwarzwald |
Schönau-Berzdorf  |
Schönbach |
Schönbach |
Schönbeck |
Schönbek |
Schönberg |
Schönberg |
Schönberg (Holstein) |
Schönberg |
Schönberg |
Schönberg |
Schönberg |
Schönberg |
Schönborn |
Schönborn |
Schönborn |
Schönborn |
Schönbrunn |
Schönbrunn im Steigerwald |
Schönburg |
Schöndorf |
Schöndorf |
Schondorf a.Ammersee |
Schondra |
Schönebeck (Elbe) |
Schöneberg |
Schöneberg |
Schöneberg |
Schöneck |
Schöneck/Vogtl. |
Schönecken |
Schönefeld |
Schöneiche bei Berlin |
Schönenberg |
Schönenberg-Kübelberg |
Schönermark |
Schönewalde |
Schönewörde |
Schönfeld |
Schönfeld |
Schönfeld |
Schönfeld |
Schongau |
Schöngeising |
Schöngleina |
Schönhagen |
Schönhausen (Elbe) |
Schönhausen |
Schönheide |
Schönhorst |
Schöningen |
Schönkirchen |
Schönsee |
Schönstedt |
Schonstett |
Schöntal |
Schönteichen |
Schönthal |
Schonungen |
Schönwald |
Schönwald |
Schönwald im Schwarzwald |
Schönwalde (Altmark) |
Schönwalde |
Schönwalde am Bungsberg |
Schönwalde-Glien |
Schönwölkau |
Schopfheim |
Schopfloch |
Schopfloch |
Schopp |
Schöppenstedt |
Schöppingen |
Schöps |
Schopsdorf |
Schöpstal |
Schorfheide |
Schorndorf |
Schorndorf |
Schornsheim |
Schorssow |
Schorstedt |
Schortens |
Schortewitz |
Schossin |
Schotten |
Schraden |
Schramberg |
Schrampe |
Schraplau |
Schrecksbach |
Schretstaken |
Schriesheim |
Schrobenhausen |
Schrozberg |
Schrum |
Schuby |
Schuld |
Schulenberg im Oberharz |
Schulendorf |
Schülldorf |
Schüller |
Schülp |
Schülp b. Nortorf |
Schülp b. Rendsburg |
Schulzendorf |
Schürdt |
Schürensöhlen |
Schuttertal |
Schutterwald |
Schüttorf |
Schutz |
Schutzbach |
Schützberg |
Schwaan |
Schwaara |
Schwabach |
Schwabbruck |
Schwabenheim an der Selz |
Schwabhausen |
Schwabhausen |
Schwäbisch Gmünd |
Schwäbisch Hall |
Schwabmünchen |
Schwabsoien |
Schwabstedt |
Schwaförden |
Schwaig b.Nürnberg |
Schwaigen |
Schwaigern |
Schwaikheim |
Schwalbach am Taunus |
Schwall |
Schwallungen |
Schwalmstadt |
Schwalmtal |
Schwalmtal |
Schwanau |
Schwandorf |
Schwanebeck |
Schwanefeld |
Schwanewede |
Schwanfeld |
Schwangau |
Schwanheide |
Schwanheim |
Schwanstetten |
Schwarme |
Schwarmstedt |
Schwartbuck |
Schwarz |
Schwarza |
Schwarzach |
Schwarzach |
Schwarzach am Main |
Schwarzach b.Nabburg |
Schwarzbach |
Schwarzbach |
Schwarzburg |
Schwarzen |
Schwarzenbach |
Schwarzenbach a.Wald |
Schwarzenbach a.d.Saale |
Schwarzenbek |
Schwarzenberg/Erzgeb. |
Schwarzenborn |
Schwarzenborn |
Schwarzenbruck |
Schwarzenfeld |
Schwarzerden |
Schwarzheide |
Schwarzhofen |
Schwarzholz |
Schwasdorf |
Schwebheim |
Schwedelbach |
Schwedeneck |
Schwedt/Oder |
Schwegenheim |
Schweich |
Schweickershausen |
Schweigen-Rechtenbach |
Schweighausen |
Schweighofen |
Schweina |
Schweindorf |
Schweinfurt |
Schweinitz |
Schweinschied |
Schweisweiler |
Schweitenkirchen |
Schweix |
Schwelm |
Schwemsal |
Schwenda |
Schwendi |
Schwenningen |
Schwenningen |
Schwepnitz |
Schweppenhausen |
Schwerbach |
Schwerin |
Schwerin |
Schweringen |
Schwerinsdorf |
Schwerstedt |
Schwerstedt |
Schwerte |
Schwerz |
Schwesing |
Schwetzingen |
Schwickershausen |
Schwieberdingen |
Schwielochsee |
Schwielowsee |
Schwienau |
Schwiesau |
Schwifting |
Schwindegg |
Schwinkendorf |
Schwirzheim |
Schwissel |
Schwobfeld |
Schwollen |
Schwörstadt |
Schwülper |
Sebnitz |
Seck |
Seckach |
Seddiner See |
Seebach |
Seebach |
Seebenau |
Seebergen |
Seeblick |
Seeburg |
Seeburg |
Seedorf |
Seedorf |
Seedorf |
Seefeld |
Seefeld |
Seeg |
Seega |
Seehausen (Altmark) |
Seehausen |
Seehausen a.Staffelsee |
Seeheim-Jugenheim |
Seehof |
Seekirch |
Seelbach |
Seelbach |
Seelbach (Westerwald) |
Seelbach bei Hamm (Sieg) |
Seelen |
Seelingstädt |
Seelitz |
Seelow |
Seelze |
Seeon-Seebruck |
Seesbach |
Seesen |
Seeshaupt |
Seester |
Seestermühe |
Seeth |
Seeth-Ekholt |
Seethen |
Seevetal |
Seewald |
Seffern |
Sefferweich |
Seggebruch |
Seggerde |
Segnitz |
Sehestedt |
Sehlde |
Sehlem |
Sehlem |
Sehlen |
Sehmatal |
Sehnde |
Seibersbach |
Seifen |
Seiffen/Erzgeb. |
Seifhennersdorf |
Seinsfeld |
Seinsheim |
Seisla |
Seitenroda |
Seitingen-Oberflacht |
Seiwerath |
Selb |
Selbach (Sieg) |
Selbitz |
Selbitz |
Selchenbach |
Selent |
Selfkant |
Seligenstadt |
Selk |
Sellerich |
Sellin |
Selm |
Selmsdorf |
Selpin |
Selsingen |
Selters (Taunus) |
Selters (Westerwald) |
Selzen |
Sembach |
Semlow |
Semmenstedt |
Senden |
Senden |
Sendenhorst |
Senftenberg |
Sengenthal |
Sengerich |
Senheim |
Sennfeld |
Sensbachtal |
Senscheid |
Senst |
Sensweiler |
Serba |
Serno |
Serrig |
Sersheim |
Sessenbach |
Sessenhausen |
Seßlach |
Seth |
Setzin |
Setzingen |
Seubersdorf in der Oberpfalz |
Seukendorf |
Seulingen |
Sevenig (Our) |
Sevenig bei Neuerburg |
Severin |
Sexau |
Seybothenreuth |
Sibbesse |
Sichau |
Sickerode |
Sickte |
Siebeldingen |
Siebenbach |
Siebenbäumen |
Siebeneichen |
Siedenbollentin |
Siedenbrünzow |
Siedenburg |
Siedenlangenbeck |
Siefersheim |
Siegbach |
Siegburg |
Siegelsbach |
Siegen |
Siegenburg |
Siegmundsburg |
Siegsdorf |
Siehdichum |
Siek |
Sielenbach |
Sien |
Sienhachenbach |
Sierksdorf |
Sierksrade |
Sierscheid |
Siershahn |
Siersleben |
Siesbach |
Siestedt |
Sietow |
Sieversdorf-Hohenofen |
Sievershütten |
Sieverstedt |
Siezbüttel |
Siggelkow |
Sigmaringen |
Sigmaringendorf |
Sigmarszell |
Silberfeld |
Silberhausen |
Silberstedt |
Silbitz |
Silkerode |
Silz |
Silz |
Silzen |
Simbach |
Simbach a.Inn |
Simmelsdorf |
Simmerath |
Simmern |
Simmern/Hunsrück  |
Simmersfeld |
Simmershofen |
Simmertal |
Simmozheim |
Simonsberg |
Simonswald |
Sindelfingen |
Sindelsdorf |
Singen (Hohentwiel) |
Singhofen |
Sinn |
Sinntal |
Sinsheim |
Sinspelt |
Sinzheim |
Sinzig |
Sinzing |
Sippersfeld |
Sipplingen |
Siptenfelde |
Sirksfelde |
Sittensen |
Sitters |
Sitzendorf |
Söchtenau |
Soderstorf |
Soest |
Sögel |
Sohland am Rotstein |
Sohland an der Spree |
Söhlde |
Sohren |
Söhrewald |
Sohrschied |
Sölden |
Solingen |
Solkwitz |
Sollerup |
Söllichau |
Söllingen |
Sollstedt |
Sollwitt |
Solms |
Solnhofen |
Solpke |
Soltau |
Soltendieck |
Sommerach |
Sommerau |
Sömmerda |
Sommerhausen |
Sommerkahl |
Sommerland |
Sommerloch |
Sommersdorf |
Sommersdorf |
Sonderhofen |
Sondershausen |
Sondheim vor der Rhön |
Sonneberg |
Sonneborn |
Sönnebüll |
Sonnefeld |
Sonnen |
Sonnenberg |
Sonnenberg-Winnenberg |
Sonnenbühl |
Sonnewalde |
Sonnschied |
Sonsbeck |
Sontheim |
Sontheim an der Brenz |
Sonthofen |
Sontra |
Sophienhamm |
Sören |
Sorge |
Sörgenloch |
Sornzig-Ablaß |
Sörth |
Sörup |
Sosa |
Sosberg |
Sössen |
Sotterhausen |
Sottrum |
Soyen |
Spabrücken |
Spahnharrenstätte |
Spaichingen |
Spall |
Spalt |
Spangdahlem |
Spangenberg |
Spantekow |
Spardorf |
Sparneck |
Spatzenhausen |
Spay |
Spechbach |
Speicher |
Speichersdorf |
Speinshart |
Spelle |
Spenge |
Spergau |
Spesenroth |
Spessart |
Speyer |
Spiegelau |
Spiegelberg |
Spiekeroog |
Spiesen-Elversberg |
Spiesheim |
Spirkelbach |
Splietsdorf |
Sponheim |
Sponholz |
Spornitz |
Spraitbach |
Sprakebüll |
Sprakensehl |
Spreenhagen |
Spreetal |
Spreewaldheide |
Spremberg |
Sprendlingen |
Springe |
Springstille |
Sprockhövel |
Sprötau |
Staats |
Stäbelow |
Stackelitz |
Stade |
Stadecken-Elsheim |
Stadelhofen |
Stadensen |
Stadland |
Stadlern |
Stadt Wehlen |
Stadtallendorf |
Stadtbergen |
Stadthagen |
Stadtilm |
Stadtkyll |
Stadtlauringen |
Stadtlengsfeld |
Stadtlohn |
Stadtoldendorf |
Stadtprozelten |
Stadtroda |
Stadtsteinach |
Stadum |
Staffhorst |
Stafstedt |
Stahlberg |
Stahlhofen |
Stahlhofen am Wiesensee |
Stahnsdorf |
Staig |
Staitz |
Stakendorf |
Stallwang |
Stammbach |
Stammham |
Stammham |
Stamsried |
Stanau |
Standenbühl |
Stangerode |
Stangheck |
Stapelburg |
Stapelfeld |
Starkenberg |
Starkenburg |
Starnberg |
Starsiedel |
Staßfurt |
Stauchitz |
Staudach-Egerndach |
Staudernheim |
Staudt |
Staufen im Breisgau |
Staufenberg |
Staufenberg |
Staven |
Stavenhagen |
Stavern |
St. Bernhard |
St. Blasien |
Stebach |
Stechlin |
Stechow-Ferchesar |
Stecklenberg |
Stedesand |
Stedesdorf |
Stedten |
Steenfeld |
Steesow |
Steffeln |
Steffenberg |
Steffenshagen |
Stegaurach |
Stegen |
St. Egidien |
Steigra |
Steimbke |
Steimel |
Steimke |
Stein |
Stein |
Steina |
Steinach |
Steinach |
Steinach |
Steinalben |
Steinau |
Steinau an der Straße |
Steinbach |
Steinbach |
Steinbach (Taunus) |
Steinbach |
Steinbach a.Wald |
Steinbach am Donnersberg |
Steinbach am Glan |
Steinbach-Hallenberg |
Steinberg am See |
Steinberg |
Steinberg |
Steinbergkirche |
Stein-Bockenheim |
Steinborn |
Steinburg |
Steinburg |
Steindorf |
Steinebach an der Wied |
Steinebach/Sieg |
Steineberg |
Steinefrenz |
Steinen |
Steinen |
Steinenbronn |
Steineroth |
Steinfeld (Altmark) |
Steinfeld |
Steinfeld (Oldenburg) |
Steinfeld |
Steinfeld |
Steinfeld |
Steinfurt |
Steingaden |
Steinhagen |
Steinhagen |
Steinhagen |
Steinhausen an der Rottum |
Steinheid |
Steinheim|
Steinheim am Albuch |
Steinheim an der Murr |
Steinheuterode |
Steinhöfel |
Steinhöring |
Steinhorst |
Steinhorst |
Steinigtwolmsdorf |
Steiningen |
Steinitz |
Steinkirchen |
Steinkirchen |
Steinmauern |
Stein-Neukirch |
Steinreich |
Steinrode |
Steinsberg |
Steinsdorf |
Steinsfeld |
Steinthaleben |
Steinweiler |
Steinwenden |
Steinwiesen |
Stein-Wingert |
Steißlingen |
Stelle |
Stelle-Wittenwurth |
Stelzenberg |
Stemmen |
Stempeda |
Stemshorn |
Stemwede |
Stendal |
Stepfershausen |
Stephanskirchen |
Stephansposching |
Sterley |
Sternberg |
Sternenfels |
Sterup |
Stetten |
Stetten |
Stetten |
Stetten am kalten Markt |
Stettfeld |
Steuden |
Steutz |
Steyerberg |
St. Gangloff |
St. Georgen im Schwarzwald |
Stiefenhofen |
Stiege |
Stimpfach |
Stinstedt |
Stipsdorf |
Stipshausen |
St. Johann |
St. Kilian |
St. Leon-Rot |
St. Märgen |
Stockach |
Stockelsdorf |
Stockem |
Stöckey |
Stockhausen-Illfurth |
Stockheim |
Stockheim |
Stöckse |
Stocksee |
Stockstadt am Main |
Stockstadt am Rhein |
Stockum-Püschen |
Stödtlen |
Stoetze |
Stolberg (Harz) |
Stolberg (Rhld.) |
Stolk |
Stollberg |
Stolpe |
Stolpe |
Stolpe |
Stolpe auf Usedom |
Stolpen |
Stoltebüll |
Stoltenberg |
Stolzenau |
Storbeck-Frankendorf |
Stördorf |
Störkathen |
Storkau |
Storkau (Elbe) |
Storkow (Mark) |
Störnstein |
Stößen |
Stötten a.Auerberg |
Stöttwang |
St. Peter |
Straach |
Straelen |
Straguth |
Strahlungen |
Strahwalde |
Stralendorf |
Stralsund |
Strande |
Strasburg (Uckermark) |
Straßberg |
Straßberg |
Straßenhaus |
Straßkirchen |
Straßlach-Dingharting |
Straubenhardt |
Straubing |
Straufhain |
Straupitz |
Strausberg |
Straußfurt |
Strehla |
Streithausen |
Stresow |
Strickscheid |
Striegistal |
Strohkirchen |
Strohn |
Stromberg |
Strotzbüsch |
Strübbel |
Struckum |
Strukdorf |
Strullendorf |
Struppen |
Strüth |
Struvenhütten |
Struxdorf |
Stubben |
Stubben |
Stubbendorf |
Stubenberg |
Stüdenitz-Schönermark |
Stuer |
Stühlingen |
Stuhr |
Stulln |
Stürzelbach |
Stutensee |
Stuttgart |
Stützengrün |
Stützerbach |
Stuvenborn |
St. Wendel |
Suckow |
Südbrookmerland |
Suddendorf |
Süderau |
Süderbrarup |
Suderburg |
Süderdeich |
Süderdorf |
Süderende |
Süderfahrenstedt |
Südergellersen |
Süderhackstedt |
Süderhastedt |
Süderheistedt |
Süderhöft |
Süderholz |
Süderlügum |
Südermarsch |
Süderstapel |
Südlohn |
Sudwalde |
Sugenheim |
Suhl |
Suhlendorf |
Sukow |
Sukow-Levitzow |
Sülfeld |
Sulingen |
Sülm |
Sülstorf |
Sulz am Neckar |
Sulza |
Sulzbach |
Sulzbach |
Sulzbach (Taunus) |
Sulzbach am Main |
Sulzbach an der Murr |
Sulzbach/Saar |
Sulzbach-Laufen |
Sulzbach-Rosenberg |
Sulzbachtal |
Sulzberg |
Sulzburg |
Sulzdorf an der Lederhecke |
Sulzemoos |
Sülzetal |
Sulzfeld |
Sulzfeld |
Sulzfeld am Main |
Sülzfeld |
Sulzheim |
Sulzheim |
Sulzthal |
Sünching |
Sundern (Sauerland) |
Sundhausen |
Süplingen |
Süpplingen |
Süpplingenburg |
Surberg |
Surwold |
Süsel |
Süßen |
Süstedt |
Sustrum |
Suthfeld |
Swisttal |
Sydower Fließ |
Syke |
Sylda |
Sylt-Ost |
Syrau |
Syrgenstein |